# Martina Berta
Martina Berta (* 25. März 1998 in Turin) ist eine italienische Mountainbikerin, die im Cross-Country aktiv ist.

## Sportlicher Werdegang
Als Juniorin war Berta eine der stärksten Cross-Country-Fahrerinnen ihres Jahrgangs, nach dem Weltmeistertitel 2015 gewann sie 2016 noch einmal eine Bronzemedaille im olympischen Cross-Country XCO. Nach dem Wechsel in die U23 schaffte sie regelmäßig Ergebnisse in den Top 10, die nächsten zählbaren Ergebnisse gelangen ihr dann in der Saison 2019 mit dem erstmaligen Gewinn der nationalen Meisterschaften sowie einem U23-Weltcup-Sieg im XCO.  
Aufgestiegen in die Elite war Berta zunächst mit dem Nationalteam erfolgreich, 2021 wurde sie Europameisterin und 2022 Vizeweltmeisterin mit der Cross-Country-Staffel. In den Einzeldisziplinen gewann sie 2022 bis 2024 den Titel bei den italienischen Meisterschaften im XCO, 2022 und 2023 auch im Short Track XCC. Im Weltcup steigerte sich Berta von Saison zu Saison, nach einem sechsten Rang im Short Track und einem vierten Platz im Cross-Country im Vorjahr erzielte sie 2023 mit dem zweiten Platz im heimischen Val di Sole das bisher beste Ergebnis ihrer Karriere. Ihre erste Teilnahme an den Olympischen Spielen schloss sie 2024 auf dem 13. Rang ab.

## Erfolge
2015
- Weltmeisterin (Junioren) – Cross-Country XCO
- Italienische Meisterin (Junioren) – Cross-Country XCO

2016
- Weltmeisterschaften (Junioren) – Cross-Country XCO
- Italienische Meisterin (Junioren) – Cross-Country XCO

2019
- Europameisterschaften – Staffel XCR
- Italienische Meisterin – Cross-Country XCO
- ein Weltcup-Erfolg (U23) – Cross-Country XCO

2021
- Europameisterin – Staffel XCR

2022
- Weltmeisterschaften – Staffel XCR
- Italienische Meisterin – Short Track XCC und Cross-Country XCO

2023
- Italienische Meisterin – Short Track XCC und Cross-Country XCO

2024
- Italienische Meisterin – Cross-Country XCO